# Lichtspielhaus
Lichtspielhaus (с нем. — «Кинотеатр») — второй DVD группы Rammstein, выпущенный 1 декабря 2003 года лейблом Motor Music. DVD содержит все видеоклипы группы, имевшиеся на момент издания релиза. Также релиз включает такой раздел как «Making of», в котором представлены процессы съёмок некоторых видеоклипов. Секция концертного видео содержит съёмки выступлений с различных концертных площадок, начиная с 1996 и заканчивая 2001 годом (в том числе имеется видео с предыдущего DVD-релиза группы Live aus Berlin). Помимо этого DVD имеет раздел, в котором содержатся рекламные ролики к трём синглам группы («Du hast», «Links 2-3-4» и «Mutter»), а также подборка различного рода телесъёмок, касающихся группы (помимо прочего в релиз вошли фрагменты с российского MTV).

## Критика
Российский журнал Dark City, поставив релизу наивысший балл, отметил факт того, что данный DVD должен стать образцом для подражания для релизов категории The Best of…, при просмотре которого, а в общей сложности DVD длится около 3 часов, зрителю заскучать не придётся. Было отмечено исключительное качество картинки видеоклипов. В качестве минуса релиза была отмечена хоть и качественная, но единственная на DVD звуковая дорожка — PCM Stereo.

## Содержание диска

### Концертное видео
| №  | Название                     | Длительность |
| -- | ---------------------------- | ------------ |
| 1. | «Herzeleid» (Сердечная боль) |              |
| 2. | «Seemann» (Моряк)            |              |

| №  | Название                          | Длительность |
| -- | --------------------------------- | ------------ |
| 1. | «Spiel mit mir» (Поиграй со мной) |              |

| №  | Название                              | Длительность |
| -- | ------------------------------------- | ------------ |
| 1. | «Heirate mich» (Выходи за меня замуж) |              |
| 2. | «Du hast» (Ты...)                     |              |

| №  | Название            | Длительность |
| -- | ------------------- | ------------ |
| 1. | «Sehnsucht» (Тоска) |              |

| №  | Название                         | Длительность |
| -- | -------------------------------- | ------------ |
| 1. | «Weißes Fleisch» (Белая плоть)   |              |
| 2. | «Asche zu Asche» (Пепел к пеплу) |              |

| №  | Название                    | Длительность |
| -- | --------------------------- | ------------ |
| 1. | «Ich will» (Я хочу)         |              |
| 2. | «Links 2-3-4» (Левой 2-3-4) |              |

### Видеоклипы
| №   | Название                | Длительность |
| --- | ----------------------- | ------------ |
| 1.  | «Du riechst so gut»     |              |
| 2.  | «Seemann»               |              |
| 3.  | «Rammstein»             |              |
| 4.  | «Engel»                 |              |
| 5.  | «Du hast»               |              |
| 6.  | «Du riechst so gut ’98» |              |
| 7.  | «Stripped»              |              |
| 8.  | «Sonne»                 |              |
| 9.  | «Links 2-3-4»           |              |
| 10. | «Ich will»              |              |
| 11. | «Mutter»                |              |
| 12. | «Feuer frei!»           |              |

### Making of (Создание клипов)
| №  | Название                                            | Длительность |
| -- | --------------------------------------------------- | ------------ |
| 1. | «Du hast» (Ты...)                                   |              |
| 2. | «Du riechst so gut ’98» (Ты пахнешь так хорошо '98) |              |
| 3. | «Sonne» (Солнце)                                    |              |
| 4. | «Links 2-3-4» (Левой 2-3-4)                         |              |
| 5. | «Ich will» (Я хочу)                                 |              |

### ТВ-трейлер, включающий интервью
| №  | Название                    | Длительность |
| -- | --------------------------- | ------------ |
| 1. | «# Achtung Blitzkrieg!»     |              |
| 2. | «Du hast» (Ты...)           |              |
| 3. | «Links 2-3-4» (Левой 2-3-4) |              |
| 4. | «Mutter» (Мать)             |              |

- Субтитры

1. Немецкие
2. Английские
3. Французские
4. Испанские
5. Японские
6. Русские

## Над альбомом работали
- Тилль Линдеманн — вокал
- Рихард Круспе — соло-гитара, бэк-вокал
- Пауль Ландерс — ритм-гитара, бэк-вокал
- Оливер Ридель — бас-гитара
- Кристоф Шнайдер — ударные
- Кристиан Лоренц — клавишные